# Zachary Vazquez
Zachary Jonathan Vazquez (* 7. Juli 1981 in Florida) ist ein US-amerikanischer Schauspieler und Model.

## Leben
Vazquez wurde am 7. Juli 1981 im US-Bundesstaat Florida geboren. Seine Eltern migrierten 1964 aus Kuba in die USA. Er wuchs bilingual mit Spanisch und Englisch als Muttersprachen an der Tampa Bay auf und machte seinen Abschluss an der Manatee High School in Bradenton.
Seit 2004 ist Vazquez als Fernseh- und Filmschauspieler tätig. Sein Debüt gab er 2004 im Film Muscled Out. Zwei Jahre später folgten Rollen in den Filmen Girls United – Alles oder Nichts und Dead Boyz Don’t Scream. 2013 spielte er an der Seite von Mark Wahlberg und Dwayne Johnson im Film Pain & Gain. In den nächsten Jahren folgten Nebenrollen in verschiedenen Film- und Serienproduktionen, in denen er überwiegend Rollen verkörperte, in denen er seinen Körper zeigen konnte, wie Stripper, Mitarbeiter in Fitnessstudios oder als Badegast. Von 2015 bis 2018 verkörperte er die Rolle des Hades in der Fernsehserie For the Love of Zeus. Als „Kingdom Soldier“ wirkte er zwischen 2017 und 2019 in insgesamt acht Episoden der Fernsehserie The Walking Dead mit. 2017 spielte er in Fast & Furious 8 und Baywatch erneut an der Seite von Dwayne Johnson. In letzteren Film stellte er wie Johnson auch einen Rettungsschwimmer dar. Im selben Jahr war er außerdem im Kurzfilm Battle for the Paddle in eine der Hauptrollen des Razor zu sehen, der am 20. August 2017 auf den 48 Hour Film Project gezeigt wurde. 2020 übernahm er als Michael O'Connor eine der Hauptrollen im Thriller Empath. 2022 spielte er im Tierhorrorfilm Shark Waters die Rolle des United States Coast Guard Luis.

## Filmografie (Auswahl)
- 2004: Muscled Out
- 2006: Girls United – Alles oder Nichts (Bring It On: All or Nothing)
- 2006: Dead Boyz Don’t Scream
- 2013: Pain & Gain
- 2014: Graceland (Fernsehserie, Episode 2x04)
- 2014: Mein Freund, der Delfin 2 (Dolphin Tale 2)
- 2015: Illusions
- 2015: Tierra de Reyes (Fernsehserie, Episode 1x136)
- 2015: Magic Mike XXL
- 2015: Sharknado 3 (Sharknado 3: Oh Hell No!, Fernsehfilm)
- 2015: South Beach (Fernsehserie, Episode 1x02)
- 2015: That's How I Roll (Kurzfilm)
- 2015: The Visit
- 2015: The Good Doctor (Kurzfilm)
- 2015: Alvin und die Chipmunks: Road Chip (Alvin and the Chipmunks: The Road Chip)
- 2015: The Pirate Gypsies (Kurzfilm)
- 2015–2018: For the Love of Zeus (Fernsehserie, 4 Episoden)
- 2016: Ride Along: Next Level Miami (Ride Along 2)
- 2016: A Change of Wear (Kurzfilm)
- 2016: Immortalz Atlanta (Fernsehserie, Episode 1x01)
- 2016: Vampire Diaries (The Vampire Diaries, Fernsehserie, Episode 7x15)
- 2016: The Nice Guys
- 2016: Blurred Lines (Kurzfilm)
- 2016: The Infiltrator
- 2016: Read Between the Lines (Kurzfilm)
- 2016: War Dogs
- 2016: In Return (Kurzfilm)
- 2016: Kiss Tape (Kurzfilm)
- 2016: Killing Reagan (Fernsehfilm)
- 2016: Ghost's Realm (Kurzfilm)
- 2017: Talented Monsters
- 2017: Fast & Furious 8 (The Fate of the Furious)
- 2017: Baywatch
- 2017: The Last Tycoon (Fernsehserie, Episode 1x09)
- 2017: I Now Pronounce You (Kurzfilm)
- 2017: Battle for the Paddle (Kurzfilm)
- 2017: 812 Knavish Way (Kurzfilm)
- 2017–2019: The Walking Dead (Fernsehserie, 8 Episoden)
- 2018: Life with Teo (Fernsehfilm)
- 2018: Phantom Flyer
- 2018: ¡Asu Mare! 3
- 2018: Memory Keeper (Kurzfilm)
- 2018: A World of Worlds (Fernsehserie, Episode 1x04)
- 2018–2019: Transcend (Fernsehserie, 4 Episoden)
- 2019: The Thing Inside (Kurzfilm)
- 2019: Nightmist (Kurzfilm)
- 2019: Men A Pause (Kurzfilm)
- 2019: Me Too
- 2019: Elfette Saves Christmas
- 2019: End Survival
- 2020: Forever in My Heart (Kurzfilm)
- 2020: The Syndicate: Reignite (Kurzfilm)
- 2020: Battle (Kurzfilm)
- 2020: The Christmas Ride
- 2020: Empath
- 2020: A World of Worlds
- 2020: Cuba 2021 (Kurzfilm)
- 2021: Don't Shoot the Messenger
- 2021: The Connection
- 2021: A World of Worlds: Rise of the King
- 2021: A New Daylight (Kurzfilm)
- 2021: Operation Buffalo: A Human Trafficking Film
- 2021: NightMist
- 2022: Star Wars: The New Academy (Kurzfilm)
- 2022: Angel Highway (Kurzfilm)
- 2022: Let Go, I forgive you (Kurzfilm)
- 2022: Shark Waters
- 2022: Halloween Death Walks Among Us Chapter 1: The Curse of Thorn (Kurzfilm)
- 2022: Just My Type
- 2022: For You (Kurzfilm)
- 2023: The Wedding Wish (Fernsehfilm)